# Generation AMR
Generation AMR est une écurie de sport automobile britannique, engagée principalement en championnat britannique des voitures de grand tourisme et en GT4 European Series.

## Histoire
En 2011, l'écurie participe aux GT4 European Cup avec une Aston Martin V8 Vantage GT4.
En 2016, l'écurie participe aux 12 Heures d’Abou Dabi,.
En 2017, l'écurie s'engage dans le championnat de France FFSA GT avec une Aston Martin V8 Vantage GT4,,. En parallèle, l'écurie britannique prévoit un engagement en GT4 European Series,.